# Кропалаті
Кропалаті (італ. Cropalati, сиц. Cropalati) — муніципалітет в Італії, у регіоні Калабрія,  провінція Козенца.
Кропалаті розташоване на відстані близько 450 км на південний схід від Рима, 70 км на північ від Катандзаро, 50 км на північний схід від Козенци.
Населення — 1116 осіб (2014).
Щорічний фестиваль відбувається 17 січня. Покровителі — святий Антоній Великий.

## Демографія
Населення за роками:

Станом на 1 січня 2023 року в муніципалітеті офіційно проживало 39 іноземців з 7 країн, серед них 25 громадян країн Євросоюзу та 7 громадян України.

## Сусідні муніципалітети
- Калопедзаті
- Каловето
- Лонгобукко
- Палуді
- Россано-Калабро